# Erebia hispania
Erebia hispania es una especie de mariposa, de la familia Nymphalidae, que fue descrita originalmente por Butler, en 1868. Es endémica de Sierra Nevada (España). En 1880, Oberthur describió una subespecie (Erebia hispania rondoui) en los Pirineos, aunque hoy en día se considera como especie diferente.

## Descripción
Las alas anteriores son de color marrón-castaño en su anverso, con banda post-discal leonada, y ocelo negro. Las posteriores, carecen de banda, existiendo en cambio tres manchas poco perceptibles. Reverso de las anteriores muy similar, aunque con escamas leonadas; en las posteriores, predomina el color gris pizarra, con líneas oecuras. La hembra es de parecido tamaño, con un color más claro, y las líneas más oscuras.
Se reproduce una sola vez al año, con individuos adultos a partir de comienzos de julio, hasta final de agosto. La oruga se desarrolla muy rápidamente en primavera. Las crisálidas se forman en junio y se sitúan ligeramente enterradas. 

## Distribución y hábitat
Es una especie exclusiva de Sierra Nevada (España), repartida preferentemente por las laderas y pastizales con gramíneas,  entre 1.800-3.000 m de altitud. Al preferir zonas húmedas, suele encontrarse siempre en el entorno de los borreguiles (zonas húmedas o semihúmedas, con variada vegetación). Su población parece bastante estable en Sierra Nevada, aunque en colonias locales y con efectivos no abundantes, con cierta tendencia a disminuir en los últimos años.